# Прозор (град)
Прозор је градско насеље и сједиште општине Прозор-Рама у јужном делу Босне и Херцеговине, на крајњем сјеверозападу Херцеговине, и то у оном њеном делу, који је ширим подручјем ушћа ријеке Раме излазио из Босне на обале Неретве, тачније прелазио у Херцеговину. Данас нема овог ушћа а и Рама, чији је горњи ток прекрило Рамско језеро, а доњи ток и ушће Јабланичко језеро, је скоро нестала. Подручје данашње прозорске општине уоквирено је високим и тешко проходним планинама (Макљен, Радуша, Вран, Љубуша, Чврсница). Посебно је неприступачан врлетни масив планине Чврснице, који овај крај окружује са његове јужне стране. Нешто проходније и ниже планине су према западу и сјеверу, па су се туда протезали главни путеви који су овај крај повезали са другим местима. Уз водене токове, поготово ријеке Раме, биле су смјештене не баш бројне и простране, али врло плодне долине, од којих је највећа и најплоднија била она у горњем току Раме. Данас, скоро читаву ову долину прекрива Рамско језеро. Конфигурација тла прозорске општине проузроковала је да се нека њена села налазе се на свега 300, па и мање, а нека изнад 900 метара надморске висине. Климатски услови нису сурови захваљујући утицају медитеранске климе, која продире долином ријеке Неретве и Раме. Због тога је читав овај крај врло пријатан и питом.

## Историја

### Други светски рат
Фра Младен Лутић, гвардијан из Шћита, срез Прозор активно је учествовао у усташком покрету и био један од организатора усташа у том срезу. Непомирљив противник Срба, није се могао уздржати а да и на црквеним зборовима не истакне „како треба све Србе побити“ у Вуковском и Равном и њихова добра присвојити.

## Становништво
По последњем службеном попису становништва из 1991. године, општина Прозор је имала 19.760 становника, распоређених у 56 насељених места.
|                      | 2013.          | 1991.           | 1981.           | 1971.           |
| Укупно               | 3 367 (100,0%) | 3 566 (100,0%)  | 2 220 (100,0%)  | 1 380 (100,0%)  |
| Хрвати               | 2 217 (65,84%) | 1 199 (33,62%)  | 610 (27,48%)    | 263 (19,06%)    |
| Бошњаци              | 1 130 (33,56%) | 2 199 (61,67%)1 | 1 448 (65,23%)1 | 1 019 (73,84%)1 |
| Муслимани            | 9 (0,267%)     | –               | –               | –               |
| Неизјашњени          | 4 (0,119%)     | –               | –               | –               |
| Срби                 | 2 (0,059%)     | 39 (1,094%)     | 42 (1,892%)     | 51 (3,696%)     |
| Непознато            | 2 (0,059%)     | –               | –               | –               |
| Босанци              | 1 (0,030%)     | –               | –               | –               |
| Босанци и Херцеговци | 1 (0,030%)     | –               | –               | –               |
| Остали               | 1 (0,030%)     | 36 (1,010%)     | 4 (0,180%)      | 13 (0,942%)     |
| Југословени          | –              | 93 (2,608%)     | 112 (5,045%)    | 30 (2,174%)     |
| Црногорци            | –              | –               | 3 (0,135%)      | 3 (0,217%)      |
| Словенци             | –              | –               | 1 (0,045%)      | –               |
| Албанци              | –              | –               | –               | 1 (0,072%)      |

1. 1 На пописима од 1971. до 1991. Бошњаци су пописивани углавном као Муслимани.